# Edward Goschen

Sir Edward William Goschen, 1908

Sir William Edward Goschen, 1. Baronet GCB GCMG GCVO PC (* 18. Juli 1847 in Eltham, heute Stadtteil von London, England; † 20. Mai 1924 in London) war ein britischer Diplomat deutscher Abstammung.
Besondere Bekanntheit erlangte er in seiner Funktion als britischer Botschafter im Deutschen Kaiserreich zwischen 1908 und 1914. Seine Amtszeit in Berlin endete mit dem Ausbruch des Ersten Weltkriegs.

## Leben
Edward Goschen war einer der Söhne des sächsischen Kaufmanns Wilhelm Heinrich Göschen (William Henry Goschen), der jüngere Bruder des Tory-Politikers George Joachim Goschen, 1. Viscount Goschen sowie Enkel des sächsischen Verlegers Georg Joachim Göschen. Goschen besuchte die Rugby School und studierte an der Universität Oxford, für die er im Cricket als rechtshändiger Schlagmann in fünf First-Class-Spielen antrat. 
1869 trat Goschen in den britischen Auswärtigen Dienst ein. Von 1905 bis 1908 fungierte er als britischer Botschafter in Wien, danach als Nachfolger von Sir Frank Lascelles, von 1908 bis 1914, bis zum Ausbruch des Ersten Weltkriegs, als britischer Botschafter in Berlin. An Goschen erinnert man sich heute vor allem noch im Zusammenhang mit seinem Gespräch mit dem deutschen Reichskanzler Theobald von Bethmann Hollweg vom 4. August 1914, in dem die berühmte Aufforderung des Reichskanzlers an Goschen fiel, das Vereinigte Königreich dürfe nicht „wegen eines Fetzens Papier“ (gemeint war die Garantieerklärung Großbritanniens für die Souveränität des Staates Belgien) in den Krieg eintreten. In Großbritannien wurden diese Worte jahrzehntelang als Beleg deutscher Barbarei und Militaristengesinnung aufgefasst und verschafften so Goschen, als ihrem Überlieferer, Berühmtheit als Kronzeuge der „hunnischen Kulturlosigkeit“.
Goschen war ab 1905 Mitglied des Privy Councils der britischen Krone. Am 17. Januar 1916 wurde ihm der erbliche Adelstitel Baronet, of Beacon Lodge in the Parish of Highcliffe in the County of Southampton, verliehen. Als er 1924 in Chelsea, London, starb, erbte sein Sohn Edward Henry Goschen seinen Adelstitel.
Seit 1932 gehört Highcliffe zu Christchurch, welches wiederum seit 1974 zu Dorset gehört.
Zu seinen Besitzungen in Österreich gehörte Schloss Tentschach, dass er 1900 von Oskar Göschen erbte. Im Sommer 1905 und 1906 war der englische König Eduard VII. einige Tage auf Besuch. Sir Goschen ließ in Tentschach eine Badeanstalt mit einer Wasserleitungsanlage errichten. Im Zuge des Ersten Weltkriegs wurde das Schloss als Feindbesitz eingestuft und beschlagnahmt. Im Schloss wurde eine Lungenheilstätte des Roten Kreuzes eingerichtet. Nach dem Krieg erhielt die Familie Goschen ihren Besitz zurück. Das Gut wurde in der zweiten Hälfte des 20. Jahrhunderts verkauft.